# Dlouhá Lhota, Tábor
Dlouhá Lhota là một làng thuộc huyện Tábor, vùng Jihočeský, Cộng hòa Séc. Làng có diện tích là 4,43 km² và có dân số là 177 (tính đến 28 tháng 8 năm 2006).